# Danaea humilis
Danaea humilis là một loài dương xỉ trong họ Marattiaceae. Loài này được T. Moore mô tả khoa học đầu tiên năm 1861.